# Actinostemon guyanensis
Actinostemon guyanensis är en törelväxtart som beskrevs av Ferdinand Albin Pax. Actinostemon guyanensis ingår i släktet Actinostemon och familjen törelväxter.
Artens utbredningsområde är Guyana. Inga underarter finns listade i Catalogue of Life.